# Unterammergau
Unterammergau è un comune tedesco di 1 467 abitanti, situato nel land della Baviera.